# Discografia de ZZ Top
O que se segue é uma discografia completa de ZZ Top, uma banda de blues rock norte-americana. Ao longo dos anos eles lançaram 15 álbuns de estúdio, 4 álbuns ao vivo, 6 álbuns de compilação, e 42 singles.
ZZ Top já vendeu mais de 25 milhões de álbuns nos Estados Unidos da América, com vendas adicionais a nível internacional. ZZ Top, também promoveu vendas com várias turnês internacionais, incluindo o Grugahalle em Essen, Alemanha, onde Double Down Live foi gravado e posteriormente lançado como uma compilação ao vivo.

## Álbuns

### Álbuns de estúdio
| 1971                                                      | ZZ Top's First Album - Primeiro álbum de estúdio - Lançamento: 16 Jan 1971 - Selo: London Records | 201 | —  | —   | —  | —  | —  | —  | —  | —  | —  | —  | |
| 1972                                                      | Rio Grande Mud - Segundo álbum de estúdio - Lançamento: 4 Abr 1972 - Selo: London Records         | 104 | —  | 90  | —  | —  | —  | —  | —  | —  | —  | —  | |
| 1973                                                      | Tres Hombres - Terceiro álbum de estúdio - Lançamento: 26 Jul 1973 - Selo: London Records         | 8   | —  | 36  | —  | —  | —  | —  | —  | —  | —  | —  | - US: Ouro - CAN: Ouro |
| 1975                                                      | Fandango! - Quarto álbum de estúdio - Lançamento: 18 Abr 1975 - Selo: London Records              | 10  | 60 | 61  | —  | —  | —  | —  | —  | —  | —  | —  | - US: Ouro - CAN: Platina |
| 1976                                                      | Tejas - Quinto álbum de estúdio - Lançamento: 29 Nov 1976 - Selo: London Records                  | 17  | —  | 72  | —  | 21 | —  | —  | —  | —  | —  | —  | - US: Ouro |
| 1979                                                      | Degüello - Sexto álbum de estúdio - Lançamento: 8 Nov 1979 - Selo: Warner Bros. Records           | 24  | —  | 100 | —  | —  | —  | —  | 19 | —  | —  | —  | - US: Platinum - GER: Gold |
| 1981                                                      | El Loco - Sétimo álbum de estúdio - Lançamento: 20 Jul 1981 - Selol: Warner Bros. Records         | 17  | 88 | —   | —  | 26 | —  | —  | —  | 52 | —  | —  | - US: Gold |
| 1983                                                      | Eliminator - Oitavo álbum de estúdio - Lançamento: 23 Mar 1983 - Selo: Warner Bros. Records       | 9   | 3  | 2   | 4  | 13 | 13 | 11 | —  | 25 | 1  | 16 | - US: Diamante - CAN: Diamante - UK: 4× Platina - AUS: 4× Platina - FIN: Platina - GER: 3× Ouro - AUT: Ouro - FRA: 2× Platina |
| 1985                                                      | Afterburner - Nono álbum de estúdio - Lançamento: 28 Out 1985 - Selo: Warner Bros. Records        | 4   | 2  | 6   | 1  | 3  | 8  | 2  | 18 | 3  | 1  | —  | - US: 5× Platina - GER: 3× Ouro - UK: Platina - FIN: Platina - FRA: Ouro                                                      |
| 1990                                                      | Recycler - Décimo álbum de estúdio - Lançamento: 23 Mar 1990 - Selo: Warner Bros. Records         | 6   | 8  | 27  | 23 | 2  | 2  | 1  | 15 | 4  | 1  | 9  | - US: Platina - CAN: Platina - GER: Platina - FIN: Platina - SWI: Platina - UK: Prata - FRA: 2× Ouro                          |
| 1994                                                      | Antenna - Décimo primeiro álbum de estúdio - Lançameno: 18 Jan 1994 - Selo: RCA Records           | 14  | 3  | 40  | 13 | 1  | 4  | 3  | 2  | 3  | 1  | 7  | - US: Platina - AUT: Ouro - CAN: Ouro - FIN: Ouro< - FRA: Ouro - GER: Ouro - NOR: Ouro - SWI: Ouro                            |
| 1996                                                      | Rhythmeen - Décimo segundo álbum de estúdio - Lançamento: 17 Set 1996 - Selo: RCA Records         | 29  | 32 | —   | —  | 6  | 15 | 8  | 31 | 9  | 3  | 14 | |
| 1999                                                      | XXX - Décimo terceiro álbum de estúdio - Lançamento: 28 Set 1999 - Selo: RCA Records              | 100 | —  | —   | —  | 26 | —  | 23 | —  | 11 | 24 | 50 | |
| 2003                                                      | Mescalero - Décimo quarto álbum de estúdio - Lançamento: April 15, 2003 - Selo: RCA Records       | 57  | —  | —   | —  | 22 | 21 | 22 | 33 | 9  | 18 | 46 | |
| 2012                                                      | La Futura - Décimo quinto álbum de estúdio - Lançamento: 11 Set 2012 - Selo: American Recordings  | 6   | 29 | 75  | —  | 11 | 7  | 4  | 7  | 5  | 4  | 13 | - GER: Ouro |
| "—"denota um lançamento que não entrou na parada musical. |                                                                                                   |     |    |     |    |    |    |    |    |    |    |    | |

### Álbuns ao vivo
| 2008                                                      | Live from Texas - Lançamento: 28 Out 2008 - Selo: Eagle Rock Records                                           | —   | — | —  | — | — | — | — | —  | - CAN (DVD): 5× Multi-Platina - US (DVD): 2× Multi-Platina - GER (DVD): Platina - AUS (DVD): Ouro - FIN (DVD): Ouro |
| 2009                                                      | Double Down Live - Released: 20 Out 2009 - Selo: Eagle Rock Records                                            | —   | — | —  | — | — | — | — | —  | |
| 2014                                                      | Live at Montreux 2013 - Lançamento: 22 Jul 2014 - Selo: Eagle Rock Records                                     | —   | — | —  | — | — | — | — | —  | |
| 2016                                                      | Tonite at Midnight: Live Greatest Hits from Around the World - Lançamento: 9 Set 2016 - Selo: Suretone Records | 111 | — | 50 | — | — | — | — | 50 | |
| "—"denota um lançamento que não entrou na parada musical. | |     |   |    |   |   |   |   |    | |

### Álbuns de compilação
| 1977                                                      | The Best of ZZ Top - Lançamento: 21 Mar 1977 - Selo: London Records          | 94 | —  | — | 44 | — | —  | — | — | - US: 2× Platina |
| 1987                                                      | Six Pack - Lançamento: 1987 - Selo: Warner Bros. Records                     | —  | —  | — | 99 | — | —  | — | — | |
| 1992                                                      | Greatest Hits - Lançamento: 14 Abr 1992 - Selo: Warner Bros. Records         | 9  | —  | 5 | 2  | 2 | 2  | 7 | 2 | - FRA: Diamante - AUS: 4× Platina - US: 3× Platina - FIN: Platina - GER: 3× Ouro - AUT: Platina - BEL: Platina - CAN: Platina - SWI: Platina - GER: 3× Ouro - UK: Ouro |
| 1994                                                      | One Foot in the Blues - Lançamento: 22 Nov 1994 - Selo: Warner Bros. Records | —  | 10 | — | —  | — | 25 | — | — | |
| 2003                                                      | Chrome, Smoke & BBQ - Lançamento: 14 Out 2003 - Selo: Warner Bros. Records   | —  | —  | — | —  | — | —  | — | — | |
| 2004                                                      | Rancho Texicano - Lançamento: 8 Jun 2004 - Selo: Rhino Records               | 30 | —  | — | —  | — | —  | — | — | - UK: Prata |
| 2014                                                      | The Very Baddest - Lançamento: 22 Jul 2014 - Selo: Warner Brothers           | 95 | —  | — | —  | — | —  | — | — | - UK: Prata |
| "—"denota um lançamento que não entrou na parada musical. |                                                                              |    |    |   |    |   |    |   |   | |

## Singles
| 1970                                                      | "Salt Lick"                              | —   | —  | —  | —  | —  | —  | —  | —  | —  | —           | n/álbum single         |
| 1970                                                      | "(Somebody Else Been) Shakin' Your Tree" | —   | —  | —  | —  | —  | —  | —  | —  | —  | —           | ZZ Top's First Album   |
| 1972                                                      | "Francine"                               | 69  | —  | —  | —  | —  | —  | —  | —  | —  | —           | Rio Grande Mud         |
| 1973                                                      | "La Grange"                              | 41  | —  | 18 | —  | —  | —  | —  | —  | —  | —           | Tres Hombres           |
| 1973                                                      | "Beer Drinkers & Hell Raisers"           | —   | —  | —  | —  | —  | —  | —  | —  | —  | —           | Tres Hombres           |
| 1975                                                      | "Tush"                                   | 20  | —  | 87 | —  | —  | —  | —  | —  | —  | —           | Fandango!              |
| 1976                                                      | "It's Only Love"                         | 44  | —  | —  | —  | —  | —  | —  | —  | —  | —           | Tejas                  |
| 1977                                                      | "Arrested for Driving While Blind"       | 91  | —  | —  | —  | —  | —  | —  | —  | —  | —           | Tejas                  |
| 1977                                                      | "Enjoy and Get It On"                    | 105 | —  | —  | —  | —  | —  | —  | —  | —  | —           | Tejas                  |
| 1980                                                      | "I Thank You"                            | 34  | —  | —  | —  | —  | —  | —  | —  | —  | —           | Degüello               |
| 1980                                                      | "Cheap Sunglasses"                       | 89  | —  | —  | —  | —  | —  | —  | —  | —  | —           | Degüello               |
| 1981                                                      | "Leila"                                  | 77  | —  | —  | —  | —  | —  | —  | —  | —  | —           | El Loco                |
| 1981                                                      | "Tube Snake Boogie"                      | 103 | 4  | —  | —  | —  | —  | —  | —  | —  | —           | El Loco                |
| 1981                                                      | "Pearl Necklace"                         | —   | 28 | —  | —  | —  | —  | —  | —  | —  | —           | El Loco                |
| 1983                                                      | "Gimme All Your Lovin'"                  | 37  | 2  | 82 | 10 | 9  | 3  | —  | 33 | —  | 39          | Eliminator             |
| 1983                                                      | "Got Me Under Pressure"                  | —   | 18 | —  | —  | —  | —  | —  | —  | —  | —           | Eliminator             |
| 1983                                                      | "Sharp Dressed Man"                      | 56  | 8  | 66 | 22 | 8  | 8  | —  | —  | —  | —           | Eliminator             |
| 1983                                                      | "TV Dinners"                             | —   | 38 | —  | 67 | —  | —  | —  | —  | —  | —           | Eliminator             |
| 1984                                                      | "Legs"                                   | 8   | 3  | 6  | 16 | 9  | 19 | 7  | —  | —  | —           | Eliminator             |
| 1985                                                      |                                          |     |    |    |    |    |    |    |    |    |             |                        |
| "Sleeping Bag"                                            | 8                                        | 1   | 36 | 27 | 14 | —  | 13 | —  | 13 | 40 | Afterburner |                        |
| "Can't Stop Rockin'"                                      | —                                        | 8   | —  | —  | —  | —  | —  | —  | —  | —  | Afterburner |                        |
| "Stages"                                                  | 21                                       | 1   | 63 | 43 | 23 | —  | 40 | —  | —  | —  | Afterburner |                        |
| 1986                                                      | "Rough Boy"                              | 22  | 5  | 84 | 23 | 23 | 81 | —  | 38 | —  | Afterburner | —                      |
| 1986                                                      | "Delirious"                              | —   | 16 | —  | —  | —  | —  | —  | —  | —  | Afterburner | —                      |
| 1986                                                      | "Woke Up with Wood"                      | —   | 18 | —  | —  | —  | —  | —  | —  | —  | Afterburner | —                      |
| 1986                                                      | "Velcro Fly"                             | 35  | 15 | —  | 54 | —  | —  | 10 | —  | —  | Afterburner | 68                     |
| 1990                                                      | "Doubleback"                             | 50  | 1  | 41 | 29 | —  | —  | 28 | 13 | 9  | 33          | Recycler               |
| 1990                                                      | "Concrete and Steel"                     | —   | 1  | —  | —  | —  | —  | —  | —  | —  | —           | Recycler               |
| 1990                                                      | "My Head's in Mississippi"               | —   | 1  | —  | 37 | —  | —  | —  | —  | —  | —           | Recycler               |
| 1991                                                      | "Give It Up"                             | 79  | 2  | —  | —  | —  | —  | —  | —  | —  | 69          | Recycler               |
| 1991                                                      | "Decision or Collision"                  | —   | 14 | —  | —  | —  | —  | —  | —  | —  | —           | Recycler               |
| 1992                                                      | "Viva Las Vegas"                         | —   | 16 | 28 | 10 | 8  | 27 | 17 | 20 | 7  | 34          | ZZ Top's Greatest Hits |
| 1992                                                      | "Gun Love"                               | —   | 8  | —  | —  | —  | —  | —  | —  | —  | —           | ZZ Top's Greatest Hits |
| 1994                                                      | "Pincushion"                             | 124 | 1  | 91 | 15 | —  | —  | 33 | 40 | 11 | —           | Antenna                |
| 1994                                                      | "Breakaway"                              | —   | 7  | —  | 60 | —  | —  | —  | —  | —  | —           | Antenna                |
| 1994                                                      | "Girl in a T-Shirt"                      | —   | 27 | —  | —  | —  | —  | —  | —  | —  | —           | Antenna                |
| 1994                                                      | "Fuzzbox Voodoo"                         | —   | 30 | —  | —  | —  | —  | —  | —  | —  | —           | Antenna                |
| 1996                                                      | "She's Just Killing Me"                  | —   | 12 | —  | —  | —  | —  | —  | —  | —  | —           | Rhythmeen              |
| 1996                                                      | "What's Up with That"                    | —   | 5  | —  | 58 | —  | —  | —  | —  | —  | —           | Rhythmeen              |
| 1996                                                      | "Bang Bang"                              | —   | 22 | —  | —  | —  | —  | —  | —  | —  | —           | Rhythmeen              |
| 1997                                                      | "Rhythmeen"                              | —   | 35 | —  | —  | —  | —  | —  | —  | —  | —           | Rhythmeen              |
| 1999                                                      | "Fearless Boogie"                        | —   | 13 | —  | —  | —  | —  | —  | —  | —  | —           | XXX                    |
| 2000                                                      | "36-22-36"                               | —   | 31 | —  | —  | —  | —  | —  | —  | —  | —           | XXX                    |
| 2003                                                      | "Piece"                                  | —   | —  | —  | —  | —  | —  | —  | —  | —  | —           | Mescalero              |
| 2012                                                      | "I Gotsta Get Paid"                      | —   | —  | —  | —  | —  | —  | —  | —  | —  | —           | Texicali/La Futura     |
| "—"denota um lançamento que não entrou na parada musical. |                                          |     |    |    |    |    |    |    |    |    |             |                        |